# Campionati europei di canottaggio 1899
I Campionati europei di canottaggio 1899 si disputarono a Ostenda (Belgio) e furono la VII edizione dei Campionati europei di canottaggio. L'evento ebbe luogo il 13 o il 15 agosto, in quanto era consuetudine che precedesse o seguisse il convegno annuale dalla FISA.

## Podi
| Gara        | Oro | Argento | Bronzo                                                      |
| ----------- | --- | --- | ----------------------------------------------------------- |
| Singolo     | Francia Louis Prével | Belgio Joseph Deleplanque | Italia Fiorenzo Pagliano                                    |
| Due senza   | Belgio Prosper Bruggeman Charles Boone | Italia Fiorenzo Pagliani Luigi Rossi | Francia (n.d.)                                              |
| Due con     | Francia Carlos Deltour Antoine Védrenne n.d. (tim.) | Belgio Joseph Deleplanque Florent Ronsse Jean Dewitte (tim.)                                                                                          | Italia Gino Montelatici Giovanni Pianigiani G. Pucci (tim.) |
| Quattro con | Belgio Adolphe Lippens Maurice Hemelsoet Henri Fraikin Victor De Bisschop n.d. (tim.)                                                                               | Italia Ezio Carlesi Nicolò Razzaguta Alfredo Taddei Giovanni Rodinis Pinolo (tim.)                                                                    | –                                                           |
| Otto        | Belgio Joseph Deleplanque Florent Ronsse Adolphe Lippens Maurice Hemelsoet Henri Fraikin Victor De Bisschop Prosper Bruggeman Jules De Bisschop Jean Dewitte (tim.) | Italia Guido Alessandro Bonnet Giacomo Leva Paolo Gadda Angelo Brambillasca Luigi Gerli Emilio Pozzi Georges Claessens Cesare Comelli Colenghi (tim.) | Francia (n.d.)                                              |

## Medagliere
| Pos.   | Nazione |   |   |   | Totale |
| ------ | ------- | - | - | - | ------ |
| 1      | Belgio  | 3 | 2 | 0 | 5      |
| 2      | Francia | 2 | 0 | 2 | 4      |
| 3      | Italia  | 0 | 3 | 2 | 5      |
| Totale | Totale  | 5 | 5 | 4 | 14     |